# AVATAR (宇宙船)
AVATAR (Aerobic Vehicle for Transatmospheric Hypersonic Aerospace TrAnspoRtation)は、インドの防衛研究開発機構 (DRDO) が1998年に構想した再使用型宇宙往還機 (RLV)。

## 概要
完全再使用型単段式宇宙輸送機 (SSTO) で空気液化サイクルエンジンを備えて大気圏内では空気を吸い込み、大気圏外では内部のタンクに貯蔵された酸化剤に切り替える。推進剤の組み合わせは液体水素/液体酸素で可変サイクルエンジンを備え、低速ではターボジェットで高速ではラムジェットとして作動する予定であった。

## 備考
インド国内では、インド宇宙研究機関 (ISRO) が2016年に再使用実験機RLV-TDを打ち上げているが、DRDOが構想したAVATARとの直接の関連は無いとは、。